# Trematopora acanthostylita
Trematopora acanthostylita is een mosdiertjessoort uit de familie van de Trematoporidae. De wetenschappelijke naam van de soort is voor het eerst geldig gepubliceerd in 2009 door Jime´nez-Sa´nchez.